# Giải vô địch bóng đá trong nhà thế giới 2021
Giải vô địch bóng đá trong nhà thế giới 2021 (tiếng Anh: 2021 FIFA Futsal World Cup) là Giải vô địch bóng đá trong nhà thế giới lần thứ 9, giải vô địch bóng đá trong nhà quốc tế được tổ chức 4 năm một lần, dành cho các đội tuyển bóng đá trong nhà quốc gia nam của các hiệp hội thành viên FIFA. Đây là lần đầu tiên Litva tổ chức một giải đấu cấp FIFA và lần thứ ba giải được tổ chức ở châu Âu, với lần gần nhất đã từ năm 1996 ở Tây Ban Nha.
Ban đầu, giải đấu dự kiến được tổ chức từ ngày 12 tháng 9 đến ngày 4 tháng 10 năm 2020 với tên gọi 2020 FIFA Futsal World Cup. Tuy nhiên, do đại dịch COVID-19, ngày 3 tháng 4 năm 2020, FIFA thông báo rằng sẽ đưa ra quyết định liệu giải đấu có bị hoãn và lên lịch lại hay không. Vào ngày 12 tháng 5 năm 2020, FIFA thông báo giải đấu sẽ được tổ chức từ ngày 12 tháng 9 đến ngày 3 tháng 10 năm 2021. 
Argentina là đương kim vô địch của giải đấu; tuy nhiên, họ đã không thể bảo vệ thành công chức vô địch khi để thua Bồ Đào Nha với tỉ số 1-2 ở trận chung kết.

## Lựa chọn chủ nhà
Dưới đây là các quốc gia tranh quyền đăng cai giải đấu:
- Costa Rica
- Croatia
- Iran
- Nhật Bản
- Kazakhstan
- Litva
- New Zealand
- Các Tiểu vương quốc Ả Rập Thống nhất

Tám quốc gia đăng ký làm chủ nhà là con số lớn nhất từ trước đến nay vói một giải Giải vô địch bóng đá trong nhà thế giới. Do chưa có quốc gia nào trong số các quốc gia này từng tổ chức sự kiện này trước đó, nên giải đấu sẽ có một địa điểm đăng cai mới. Danh sách này sau đó sẽ rút gọn còn bốn nước. Trước đó, Cộng hòa Séc, Ai Cập, Gruzia, Hà Lan và Hoa Kỳ bày tỏ sự quan tâm, nhưng cuối cùng đã không đăng ký.
Chủ nhà ban đầu được bổ nhiệm vào tháng 12 năm 2016, sau đó bị trì hoãn đến tháng 12 năm 2017. Costa Rica, Croatia, Kazakhstan và Các Tiểu vương quốc Ả Rập Thống nhất sau đó đã bị loại khỏi cuộc ứng cử.
Đội chủ nhà đã được Hội đồng FIFA lựa chọn vào ngày 26 tháng 10 năm 2018 tại Kigali, Rwanda từ bốn ứng cử viên cuối cùng: Iran, Nhật Bản, Litva và New Zealand. Litva đã được chọn làm chủ nhà cho kỳ năm 2020.

## Vòng loại
Tổng cộng có 24 đội tuyển tham dự vòng chung kết. Ngoài chủ nhà Litva, 23 đội tuyển khác vượt qua vòng loại từ sáu giải đấu lục địa riêng biệt. Việc phân bổ suất vé được Hội đồng FIFA phê duyệt vào ngày 10 tháng 6 năm 2018.
| Liên đoàn                                       | Giải đấu vòng loại                                                                              | Đội tuyển        | Tham dự | Tham dự cuối cùng | Thành tích tốt nhất lần trước          |
| ----------------------------------------------- | ----------------------------------------------------------------------------------------------- | ---------------- | ------- | ----------------- | -------------------------------------- |
| AFC (Châu Á) (5 đội)                            | Ba đội được AFC đề cử, hai đội được xác định bởi vòng play-off (Giải vô địch ban đầu bị hủy bỏ) | Iran             | 8 lần   | 2016              | Hạng ba (2016)                         |
| AFC (Châu Á) (5 đội)                            | Ba đội được AFC đề cử, hai đội được xác định bởi vòng play-off (Giải vô địch ban đầu bị hủy bỏ) | Nhật Bản         | 5 lần   | 2012              | Vòng 16 đội (2012)                     |
| AFC (Châu Á) (5 đội)                            | Ba đội được AFC đề cử, hai đội được xác định bởi vòng play-off (Giải vô địch ban đầu bị hủy bỏ) | Uzbekistan       | 2 lần   | 2016              | Vòng bảng (2016)                       |
| AFC (Châu Á) (5 đội)                            | Ba đội được AFC đề cử, hai đội được xác định bởi vòng play-off (Giải vô địch ban đầu bị hủy bỏ) | Thái Lan         | 6 lần   | 2016              | Vòng 16 đội (2012, 2016)               |
| AFC (Châu Á) (5 đội)                            | Ba đội được AFC đề cử, hai đội được xác định bởi vòng play-off (Giải vô địch ban đầu bị hủy bỏ) | Việt Nam         | 2 lần   | 2016              | Vòng 16 đội (2016)                     |
| CAF (Châu Phi) (3 đội)                          | Cúp bóng đá trong nhà các quốc gia châu Phi 2020                                                | Angola           | 1 lần   | N/A               | Lần đầu                                |
| CAF (Châu Phi) (3 đội)                          | Cúp bóng đá trong nhà các quốc gia châu Phi 2020                                                | Ai Cập           | 7 lần   | 2016              | Tứ kết (2016)                          |
| CAF (Châu Phi) (3 đội)                          | Cúp bóng đá trong nhà các quốc gia châu Phi 2020                                                | Maroc            | 3 lần   | 2016              | Vòng bảng (2012, 2016)                 |
| CONCACAF (Trung, Bắc Mỹ và vùng Caribe) (4 đội) | Giải vô địch bóng đá trong nhà Trung, Bắc Mỹ và Caribe 2021                                     |                  |         |                   |                                        |
| CONCACAF (Trung, Bắc Mỹ và vùng Caribe) (4 đội) | Giải vô địch bóng đá trong nhà Trung, Bắc Mỹ và Caribe 2021                                     | Costa Rica       | 5 lần   | 2016              | Vòng 16 đội (2016)                     |
| CONCACAF (Trung, Bắc Mỹ và vùng Caribe) (4 đội) | Giải vô địch bóng đá trong nhà Trung, Bắc Mỹ và Caribe 2021                                     | Guatemala        | 5 lần   | 2016              | Vòng bảng (2000, 2008, 2012, 2016)     |
| CONCACAF (Trung, Bắc Mỹ và vùng Caribe) (4 đội) | Giải vô địch bóng đá trong nhà Trung, Bắc Mỹ và Caribe 2021                                     | Panama           | 3 lần   | 2016              | Vòng 16 đội (2012)                     |
| CONCACAF (Trung, Bắc Mỹ và vùng Caribe) (4 đội) | Giải vô địch bóng đá trong nhà Trung, Bắc Mỹ và Caribe 2021                                     | Hoa Kỳ           | 6 lần   | 2008              | Á quân (1992)                          |
| CONMEBOL (Nam Mỹ) (4 đội)                       | Vòng loại giải vô địch bóng đá trong nhà thế giới 2020 khu vực Nam Mỹ                           | Argentina        | 9 lần   | 2016              | Vô địch (2016)                         |
| CONMEBOL (Nam Mỹ) (4 đội)                       | Vòng loại giải vô địch bóng đá trong nhà thế giới 2020 khu vực Nam Mỹ                           | Brasil           | 9 lần   | 2016              | Vô địch (1989, 1992, 1996, 2008, 2012) |
| CONMEBOL (Nam Mỹ) (4 đội)                       | Vòng loại giải vô địch bóng đá trong nhà thế giới 2020 khu vực Nam Mỹ                           | Paraguay         | 7 lần   | 2016              | Tứ kết (2016)                          |
| CONMEBOL (Nam Mỹ) (4 đội)                       | Vòng loại giải vô địch bóng đá trong nhà thế giới 2020 khu vực Nam Mỹ                           | Venezuela        | 1 lần   | N/A               | Lần đầu                                |
| OFC (Châu Đại Dương) (1 đội)                    | Cúp bóng đá trong nhà các quốc gia châu Đại Dương 2019                                          | Quần đảo Solomon | 4 lần   | 2016              | Vòng bảng (2008, 2012, 2016)           |
| UEFA (Châu Âu) (Chủ nhà + 6 đội)                | Chủ nhà                                                                                         | Litva            | 1 lần   | N/A               | Lần đầu                                |
| UEFA (Châu Âu) (Chủ nhà + 6 đội)                | Vòng loại giải vô địch bóng đá trong nhà thế giới 2020 khu vực châu Âu                          | Kazakhstan       | 3 lần   | 2016              | Vòng 16 đội (2016)                     |
| UEFA (Châu Âu) (Chủ nhà + 6 đội)                | Vòng loại giải vô địch bóng đá trong nhà thế giới 2020 khu vực châu Âu                          | Bồ Đào Nha       | 6 lần   | 2016              | Hạng ba (2000)                         |
| UEFA (Châu Âu) (Chủ nhà + 6 đội)                | Vòng loại giải vô địch bóng đá trong nhà thế giới 2020 khu vực châu Âu                          | RFU [Note RUS]   | 7 lần   | 2016              | Á quân (2016)                          |
| UEFA (Châu Âu) (Chủ nhà + 6 đội)                | Vòng loại giải vô địch bóng đá trong nhà thế giới 2020 khu vực châu Âu                          | Tây Ban Nha      | 9 lần   | 2016              | Vô địch (2000, 2004)                   |
| UEFA (Châu Âu) (Chủ nhà + 6 đội)                | Vòng loại giải vô địch bóng đá trong nhà thế giới 2020 khu vực châu Âu                          | Cộng hòa Séc     | 4 lần   | 2012              | Vòng 16 đội (2012)                     |
| UEFA (Châu Âu) (Chủ nhà + 6 đội)                | Vòng loại giải vô địch bóng đá trong nhà thế giới 2020 khu vực châu Âu                          | Serbia           | 2 lần   | 2012              | Vòng 16 đội (2012)                     |

1. ^ Note RUS: Do án cấm của Cơ quan phòng chống doping thế giới và phán quyết vào tháng 10 năm 2020 của Tòa án Trọng tài Thể thao, đội tuyển đến từ Nga sẽ tham dự FIFA Futsal World Cup 2021 dưới tư cách là những vận động viên trung lập đến từ Liên đoàn bóng đá Nga (RFU), và sẽ sử dụng lá cờ của Ủy ban Olympic Nga.

## Địa điểm
Litva đã giới thiệu ba thành phố – Vilnius (Avia Solutions Group Arena), Kaunas (Žalgiris Arena) và Klaipėda (Švyturys Arena) trong đề xuất của họ để tổ chức sự kiện này. Trong hội nghị báo chí vào ngày 22 tháng 11 năm 2018, có thông tin đã tiết lộ Liên đoàn bóng đá Litva muốn mở rộng số thành phố chủ nhà với tối đa 3 địa điểm bổ sung. Šiauliai (Šiauliai Arena), Panevėžys (Cido Arena) và Alytus (Alytus Arena) là các ứng cử viên bổ sung và hiện đang chờ đợi một đại biểu FIFA kiểm tra để xác định sự phù hợp. Các cuộc đàm phán tiếp theo được tiếp tục vào tháng 2 năm 2019. Cuộc kiểm tra đã hoàn tất vào ngày 10 tháng 5 năm 2019, giải được ấn định sẽ được tổ chức tại 5 thành phố bao gồm: Vilnius (Avia Solutions Group Arena), Kaunas (Žalgiris Arena), Klaipėda (Švyturys Arena), Šiauliai (Šiauliai Arena) và Panevėžys (Cido Arena).
Quyết định cuối cùng được đưa ra vào ngày 16 tháng 10 năm 2019, giải sẽ được tổ chức tại ba thành phố: Vilnius (Avia Solutions Group Arena), Kaunas (Žalgiris Arena) và Klaipėda (Švyturys Arena). Šiauliai (Šiauliai Arena) và Panevėžys (Cido Arena) bị loại do những lo ngại về khách sạn.
| Vilnius                                                 | Kaunas           | Klaipėda        |
| ------------------------------------------------------- | ---------------- | --------------- |
| Avia Solutions Group Arena                              | Žalgiris Arena   | Švyturys Arena  |
| Sức chứa: 10.000                                        | Sức chứa: 13.807 | Sức chứa: 6.200 |
|                                                         |                  |                 |
| Giải vô địch bóng đá trong nhà thế giới 2021 (Thế giới) |                  |                 |

## Tiếp thị

### Biểu trưng
Biểu trưng được ra mắt vào ngày 17 tháng 1 năm 2020 tại Bảo tàng MO ở Vilnius. 
Biểu trưng nêu bật hai đặc điểm đáng tự hào nhất của Litva: tài nguyên thiên nhiên và chuyên môn công nghệ. Phần đế của biểu tượng đại diện cho cảnh quan tươi tốt, xanh tươi của đất nước, được trang trí bằng lá sồi. Là biểu tượng của sức mạnh, cây sồi bản địa đã được tôn kính ở Litva trong nhiều thế kỷ. Theo sau các đường của Cúp FIFA Futsal World Cup, những cây sồi nhường chỗ cho đất nông nghiệp và đồng cỏ mang màu cờ Litva. Sự nổi bật về cảnh quan làm nổi bật cam kết của Litva trong việc bảo tồn di sản thiên nhiên của mình.
Nửa trên của biểu trưng được lấy cảm hứng từ các ngành công nghệ hiện đại của Litva. Tia laze bắn lên bầu trời về phía sân futsal cách điệu như một lời nhắc nhở về những thành tựu của đất nước trong ngành khoa học và công nghệ cao.

### Linh vật
Vào ngày 21 tháng 9 năm 2020, cò Ivartito, loài chim quốc gia của Litva kể từ năm 1973, được công bố là linh vật chính thức.

## Bốc thăm
Buổi bốc thăm chính thức diễn ra vào ngày 1 tháng 6 năm 2021, 17:00 CEST (UTC+2), tại trụ sở FIFA ở Zürich, Thụy Sĩ. 24 đội được bốc thăm vào 6 bảng, mỗi bảng 4 đội. Đội chủ nhà Litva sẽ được tự động là hạt giống nhóm 1 và nằm ở vị trí A1, trong khi các đội còn lại được xếp vào nhóm tương ứng dựa trên kết quả của họ trong năm kỳ Giải vô địch Thế giới gần đây nhất (các giải đấu gần đây sẽ được đánh giá cao hơn), với điểm thưởng được trao cho các nhà vô địch liên đoàn. Không bảng nào có thể nhiều hơn một đội từ mỗi liên đoàn, ngoại trừ sẽ có một bảng với hai đội từ UEFA do có tổng cộng bảy đội UEFA.
| Nhóm 1                                                                                 | Nhóm 2                                                            | Nhóm 3                                                                   | Nhóm 4                                                        |
| -------------------------------------------------------------------------------------- | ----------------------------------------------------------------- | ------------------------------------------------------------------------ | ------------------------------------------------------------- |
| - Litva (được xếp vào vị trí A1) - Tây Ban Nha - Brasil - Argentina - RFU - Bồ Đào Nha | - Iran - Paraguay - Ai Cập - Costa Rica - Thái Lan - Cộng hòa Séc | - Quần đảo Solomon - Nhật Bản - Guatemala - Kazakhstan - Serbia - Panama | - Maroc - Việt Nam - Hoa Kỳ - Uzbekistan - Angola - Venezuela |

## Trọng tài
Các trọng tài sau đây đã được chọn cho giải đấu.
| Liên đoàn | Trọng tài                           |
| --------- | ----------------------------------- |
| AFC       | Hussain Ali Al-Bahhar               |
| AFC       | Fahad Badir Ali Mohamed Alhosani    |
| AFC       | Nurdin Bukuev                       |
| AFC       | Ryan Shepheard                      |
| AFC       | Tomohiro Kozaki                     |
| AFC       | Ran An                              |
| AFC       | Ebrahim Mehrabi Afshar              |
| AFC       | Gelareh Nazemi Deylami              |
| CAF       | Tarek Samy Aly Ahmed Elkhataby      |
| CAF       | Mohamed Hassan Hassan Ahmed Youssef |
| CAF       | Khalid Hnich                        |
| CAF       | Aymen Kammoun                       |
| CONCACAF  | Roberto Enrique López Fernández     |
| CONCACAF  | Ronny Castro Zumbado                |
| CONCACAF  | Jorge Flores                        |
| CONCACAF  | Carlos González                     |
| CONCACAF  | Diego Molina López                  |
| CONCACAF  | Josh Wilkens                        |

| Liên đoàn | Trọng tài                           |
| --------- | ----------------------------------- |
| CONMEBOL  | Cristian Espindola                  |
| CONMEBOL  | Carlos Hernando Martínez Arzamendia |
| CONMEBOL  | Valeria Palma                       |
| CONMEBOL  | María Estefanía Pinto               |
| CONMEBOL  | Daniel Rodríguez                    |
| CONMEBOL  | Dario Santamaria                    |
| CONMEBOL  | Gean Telles                         |
| CONMEBOL  | Henry Gutiérrez                     |
| OFC       | Anthony Riley                       |
| OFC       | Chris Sinclair                      |
| UEFA      | Juan José Cordero Gallardo          |
| UEFA      | Ondřej Černý                        |
| UEFA      | Gábor Kovács                        |
| UEFA      | Eduardo Fernandes                   |
| UEFA      | Alejandro Martínez Flores           |
| UEFA      | Daniel Matković                     |
| UEFA      | Chiara Perona                       |
| UEFA      | Cédric Pelissier                    |
| UEFA      | Irina Velikanova                    |
| UEFA      | Nikola Jelić                        |
| UEFA      | Borislav Kolev (hỗ trợ)             |

## Đội hình
Mỗi đội tuyển phải có một đội hình sơ bộ tối đa là 25 cầu thủ (3 trong số đó phải là thủ môn). Từ đội hình sơ bộ, đội tuyển phải trình một đội hình cuối cùng gồm 14 cầu thủ (hai trong số đó phải là thủ môn) trước thời hạn của FIFA. Các cầu thủ trong đội hình cuối cùng có thể được thay thế bởi một cầu thủ từ đội hình sơ bộ do chấn thương nghiêm trọng hoặc bệnh tật lên đến 24 giờ trước khi bắt đầu trận đấu đầu tiên của đội tuyển.

## Vòng bảng
Lịch thi đấu của giải được đưa ra ngày 30 tháng 4 năm 2021.
Hai đội tuyển đứng đầu của mỗi bảng và bốn đội xếp thứ ba thành tích tốt nhất giành quyền vào vòng 16 đội.

Các tiêu chí
Thứ hạng của các đội trong mỗi bảng được xác định như sau:
1. điểm thu được trong tất cả các trận đấu bảng;
2. hiệu số bàn thắng thua trong tất cả các trận đấu bảng;
3. số bàn thắng ghi được trong tất cả các trận đấu bảng;

Nếu hai hoặc nhiều đội bằng nhau trên cơ sở ba tiêu chí trên, thứ hạng của họ được xác định như sau:
1. điểm thu được trong các trận đấu bảng giữa các đội liên quan;
2. hiệu số bàn thắng thua trong các trận đấu bảng giữa các đội liên quan;
3. số bàn thắng ghi được trong các trận đấu bảng giữa các đội liên quan;
4. điểm giải phong cách trong tất cả các trận đấu bảng (chỉ có thể áp dụng một khoản khấu trừ cho một cầu thủ trong một trận đấu):
   - Thẻ vàng: −1 điểm;
  - Thẻ đỏ gián tiếp (thẻ vàng thứ hai): −3 điểm;
  - Thẻ đỏ trực tiếp: −4 điểm;
  - Thẻ vàng và thẻ đỏ trực tiếp: −5 điểm;
5. bốc thăm của Ban tổ chức FIFA.

Tất cả thời gian là giờ địa phương, EEST (UTC+3).

### Bảng A
| VT | Đội        | ST | T | H | B | BT | BB | HS | Đ | Giành quyền tham dự     |
| -- | ---------- | -- | - | - | - | -- | -- | -- | - | ----------------------- |
| 1  | Kazakhstan | 3  | 2 | 1 | 0 | 10 | 2  | +8 | 7 | Vòng đấu loại trực tiếp |
| 2  | Venezuela  | 3  | 2 | 1 | 0 | 4  | 2  | +2 | 7 | Vòng đấu loại trực tiếp |
| 3  | Costa Rica | 3  | 1 | 0 | 2 | 7  | 9  | −2 | 3 |                         |
| 4  | Litva (H)  | 3  | 0 | 0 | 3 | 3  | 11 | −8 | 0 |                         |

| Kazakhstan                                                                       | 6–1      | Costa Rica      |
| -------------------------------------------------------------------------------- | -------- | --------------- |
| - Yessenamanov 10' - Tursagulov 11' - Douglas 14' - Taynan 17', 27' - Orazov 27' | Chi tiết | - Rodríguez 12' |

| Litva          | 1–2      | Venezuela             |
| -------------- | -------- | --------------------- |
| - Zagurskas 7' | Chi tiết | - Sanz 3' - Vidal 38' |

| Costa Rica | 0–1      | Venezuela      |
| ---------- | -------- | -------------- |
|            | Chi tiết | - Morrillo 18' |

| Litva | 0–3      | Kazakhstan                                   |
| ----- | -------- | -------------------------------------------- |
|       | Chi tiết | - Taynan 1' - Tursagulov 30' - Akbalikov 36' |

| Costa Rica                                                                  | 6–2      | Litva                         |
| --------------------------------------------------------------------------- | -------- | ----------------------------- |
| - Tijerino 19', 29' - Cordero 19' - Derendiajev 32' (l.n.) - Gómez 34', 40' | Chi tiết | - Samsonik 8' - Zagurskas 38' |

| Venezuela   | 1–1      | Kazakhstan   |
| ----------- | -------- | ------------ |
| - Vidal 40' | Chi tiết | - Douglas 5' |

### Bảng B
| VT | Đội        | ST | T | H | B | BT | BB | HS  | Đ | Giành quyền tham dự     |
| -- | ---------- | -- | - | - | - | -- | -- | --- | - | ----------------------- |
| 1  | RFU        | 3  | 3 | 0 | 0 | 17 | 3  | +14 | 9 | Vòng đấu loại trực tiếp |
| 2  | Uzbekistan | 3  | 1 | 0 | 2 | 8  | 10 | −2  | 3 | Vòng đấu loại trực tiếp |
| 3  | Guatemala  | 3  | 1 | 0 | 2 | 9  | 14 | −5  | 3 |                         |
| 4  | Ai Cập     | 3  | 1 | 0 | 2 | 7  | 14 | −7  | 3 |                         |

| RFU | 9–0      | Ai Cập |
| --- | -------- | ------ |
| - Kudziev 6' - Chishkala 13', 16', 30' - Antoshkin 28' - El-Ashwal 28' (l.n.) - Abramov 31' (ph.đ.), 32' - Milovanov 36' | Chi tiết |        |

| Uzbekistan                                  | 4–5      | Guatemala                                            |
| ------------------------------------------- | -------- | ---------------------------------------------------- |
| - Ropiev 6', 25', 35' - Enríquez 39' (l.n.) | Chi tiết | - Campaignac 4' - Sandoval 5', 22' - Aguilar 7', 40' |

| Ai Cập                                                            | 6–3      | Guatemala                                  |
| ----------------------------------------------------------------- | -------- | ------------------------------------------ |
| - Mansour 4' - El-Ashwal 32' - Shoola 35' - Mostafa 36', 37', 40' | Chi tiết | - Mansilla 16' - P. Ruiz 25' - W. Ruiz 33' |

| Uzbekistan                 | 2–4      | RFU                                   |
| -------------------------- | -------- | ------------------------------------- |
| - Choriev 21' - Adilov 28' | Chi tiết | - Robinho 10' - Niiazov 11', 35', 35' |

| Ai Cập    | 1–2      | Uzbekistan                       |
| --------- | -------- | -------------------------------- |
| - Eid 19' | Chi tiết | - Nishonov 2' - A. Rakhmatov 34' |

| Guatemala              | 1–4      | RFU                                                      |
| ---------------------- | -------- | -------------------------------------------------------- |
| - Alvarado 25' (ph.đ.) | Chi tiết | - Afanasev 2' - Asadov 10' - Abramov 14' - Antoshkin 27' |

### Bảng C
| VT | Đội              | ST | T | H | B | BT | BB | HS  | Đ | Giành quyền tham dự     |
| -- | ---------------- | -- | - | - | - | -- | -- | --- | - | ----------------------- |
| 1  | Bồ Đào Nha       | 3  | 2 | 1 | 0 | 14 | 4  | +10 | 7 | Vòng đấu loại trực tiếp |
| 2  | Maroc            | 3  | 1 | 2 | 0 | 10 | 4  | +6  | 5 | Vòng đấu loại trực tiếp |
| 3  | Thái Lan         | 3  | 1 | 1 | 1 | 11 | 9  | +2  | 4 | Vòng đấu loại trực tiếp |
| 4  | Quần đảo Solomon | 3  | 0 | 0 | 3 | 4  | 22 | −18 | 0 |                         |

| Maroc                                                                              | 6–0      | Quần đảo Solomon |
| ---------------------------------------------------------------------------------- | -------- | ---------------- |
| - El Mesrar 2' - Saoud 3' - El Fenni 18' - Bakkali 28' - Boumezou 31' - Borite 34' | Chi tiết |                  |

| Thái Lan      | 1–4      | Bồ Đào Nha                                     |
| ------------- | -------- | ---------------------------------------------- |
| - Jirawat 16' | Chi tiết | - Bruno 20' - Erick 27' - Zicky 30' - Pany 32' |

| Quần đảo Solomon | 0–7      | Bồ Đào Nha                                                                                  |
| ---------------- | -------- | ------------------------------------------------------------------------------------------- |
|                  | Chi tiết | - Fábio 4' - Ricardinho 12' - André 20', 23' - Marlon Sia 26' (l.n.) - Erick 30' - Pany 38' |

| Thái Lan      | 1–1      | Maroc       |
| ------------- | -------- | ----------- |
| - Jirawat 40' | Chi tiết | - Jouad 18' |

| Quần đảo Solomon                                      | 4–9      | Thái Lan                                                                                          |
| ----------------------------------------------------- | -------- | ------------------------------------------------------------------------------------------------- |
| - Mana 15' - Ragomo 27' (ph.đ.), 38' - Marlon Sia 40' | Chi tiết | - Nawin 4' - Suphawut 6', 32', 39' - Kritsada 17' - Jetsada 24', 34' - Jirawat 37' - Peerapat 39' |

| Bồ Đào Nha                         | 3–3      | Maroc                                    |
| ---------------------------------- | -------- | ---------------------------------------- |
| - Fábio 9' - Brito 17' - Bruno 29' | Chi tiết | - Jouad 2' - El Ayyane 24' - Bakkali 37' |

### Bảng D
| VT | Đội          | ST | T | H | B | BT | BB | HS  | Đ | Giành quyền tham dự     |
| -- | ------------ | -- | - | - | - | -- | -- | --- | - | ----------------------- |
| 1  | Brasil       | 3  | 3 | 0 | 0 | 18 | 2  | +16 | 9 | Vòng đấu loại trực tiếp |
| 2  | Cộng hòa Séc | 3  | 1 | 1 | 1 | 6  | 6  | 0   | 4 | Vòng đấu loại trực tiếp |
| 3  | Việt Nam     | 3  | 1 | 1 | 1 | 5  | 12 | −7  | 4 | Vòng đấu loại trực tiếp |
| 4  | Panama       | 3  | 0 | 0 | 3 | 4  | 13 | −9  | 0 |                         |

| Panama          | 1–5      | Cộng hòa Séc                                    |
| --------------- | -------- | ----------------------------------------------- |
| - Goodridge 39' | Chi tiết | - Záruba 2' - Seidler 5', 9', 10' - Rešetár 30' |

| Việt Nam              | 1–9      | Brasil                                                                                |
| --------------------- | -------- | ------------------------------------------------------------------------------------- |
| - Khổng Đình Hùng 14' | Chi tiết | - Rodrigo 3' - Ferrão 5', 7', 21', 24' - Dieguinho 14', 28' - Pito 19' - Leozinho 36' |

| Panama                | 2–3      | Việt Nam                                                       |
| --------------------- | -------- | -------------------------------------------------------------- |
| - Castrellon 10', 20' | Chi tiết | - Nguyễn Minh Trí 2' - Châu Đoàn Phát 9' - Nguyễn Văn Hiếu 27' |

| Brasil                                       | 4–0      | Cộng hòa Séc |
| -------------------------------------------- | -------- | ------------ |
| - Ferrão 23', 24' - Rodrigo 26' - Marlon 40' | Chi tiết |              |

| Brasil                                                             | 5–1      | Panama         |
| ------------------------------------------------------------------ | -------- | -------------- |
| - Vinícius 15' - Gadeia 18' - Leonardo 29' - Pito 40' - Arthur 40' | Chi tiết | - Maquensi 32' |

| Cộng hòa Séc  | 1–1      | Việt Nam             |
| ------------- | -------- | -------------------- |
| - Rešetár 36' | Chi tiết | - Châu Đoàn Phát 35' |

### Bảng E
| VT | Đội         | ST | T | H | B | BT | BB | HS  | Đ | Giành quyền tham dự     |
| -- | ----------- | -- | - | - | - | -- | -- | --- | - | ----------------------- |
| 1  | Tây Ban Nha | 3  | 3 | 0 | 0 | 12 | 3  | +9  | 9 | Vòng đấu loại trực tiếp |
| 2  | Paraguay    | 3  | 2 | 0 | 1 | 6  | 6  | 0   | 6 | Vòng đấu loại trực tiếp |
| 3  | Nhật Bản    | 3  | 1 | 0 | 2 | 11 | 10 | +1  | 3 | Vòng đấu loại trực tiếp |
| 4  | Angola      | 3  | 0 | 0 | 3 | 6  | 16 | −10 | 0 |                         |

| Paraguay | 0–4      | Tây Ban Nha                                                    |
| -------- | -------- | -------------------------------------------------------------- |
|          | Chi tiết | - Francisco Solano 9' - Fernández 20' - Gómez 29' - Campos 40' |

| Angola                                               | 4–8      | Nhật Bản                                                                                        |
| ---------------------------------------------------- | -------- | ----------------------------------------------------------------------------------------------- |
| - Guga 19', 21' - R. Hoshi 24' (l.n.) - Kaluanda 29' | Chi tiết | - Arthur Oliveira 13', 20', 23', 37' - Murota 14' - R. Hoshi 25' - Nishitani 25' - S. Hoshi 40' |

| Tây Ban Nha                                    | 4–2      | Nhật Bản                 |
| ---------------------------------------------- | -------- | ------------------------ |
| - Díaz 4' - Chino 26' - Campos 30' - Tolrà 39' | Chi tiết | - S. Hoshi 5' - Henmi 8' |

| Angola         | 1–4      | Paraguay                                                |
| -------------- | -------- | ------------------------------------------------------- |
| - Manosele 10' | Chi tiết | - J. Salas 3' - Rejala 13' - Baez 14' - F. Martínez 17' |

| Tây Ban Nha                          | 4–1      | Angola     |
| ------------------------------------ | -------- | ---------- |
| - Fernández 4', 25', 27' - Ortiz 20' | Chi tiết | - Guga 19' |

| Nhật Bản     | 1–2      | Paraguay                   |
| ------------ | -------- | -------------------------- |
| - Shimizu 3' | Chi tiết | - Mareco 7' - J. Salas 33' |

### Bảng F
| VT | Đội       | ST | T | H | B | BT | BB | HS  | Đ | Giành quyền tham dự     |
| -- | --------- | -- | - | - | - | -- | -- | --- | - | ----------------------- |
| 1  | Argentina | 3  | 3 | 0 | 0 | 17 | 3  | +14 | 9 | Vòng đấu loại trực tiếp |
| 2  | Iran      | 3  | 2 | 0 | 1 | 8  | 6  | +2  | 6 | Vòng đấu loại trực tiếp |
| 3  | Serbia    | 3  | 1 | 0 | 2 | 11 | 7  | +4  | 3 | Vòng đấu loại trực tiếp |
| 4  | Hoa Kỳ    | 3  | 0 | 0 | 3 | 2  | 22 | −20 | 0 |                         |

| Serbia                      | 2–3      | Iran                                           |
| --------------------------- | -------- | ---------------------------------------------- |
| - Stojković 18' - Tomić 38' | Chi tiết | - Ahmadi 4' - Fakhimzadeh 4' - Esmaeilpour 37' |

| Argentina                                                                                               | 11–0     | Hoa Kỳ |
| --- | -------- | ------ |
| - Brandi 1', 2', 12', 40' - Cuzzolino 4' - Rescia 5' - Basile 7', 16' - Claudino 17', 25' - Borruto 24' | Chi tiết |        |

| Iran                                                         | 4–2      | Hoa Kỳ                     |
| ------------------------------------------------------------ | -------- | -------------------------- |
| - Tavakoli 3' - Javid 7' - Esmaeilpour 10' - Ahmadabbasi 39' | Chi tiết | - Luciano Gonzalez 3', 36' |

| Argentina                                                          | 4–2      | Serbia                     |
| ------------------------------------------------------------------ | -------- | -------------------------- |
| - Aksentijević 9' (l.n.) - Brandi 11' - Vaporaki 11' - Borruto 24' | Chi tiết | - Rakić 7' - Lazarević 10' |

| Iran              | 1–2      | Argentina                      |
| ----------------- | -------- | ------------------------------ |
| - Hassanzadeh 30' | Chi tiết | - Cuzzolino 24' - Stazzone 27' |

| Hoa Kỳ | 0–7      | Serbia                                                                                        |
| ------ | -------- | --------------------------------------------------------------------------------------------- |
|        | Chi tiết | - Rakić 6' - Tomić 8', 17' - Petrov 20' - Milosavljević 32' - Lazarević 33' - Radovanović 38' |

### Xếp hạng của các đội xếp thứ ba
| VT | Bg | Đội        | ST | T | H | B | BT | BB | HS | Đ | Giành quyền tham dự     |
| -- | -- | ---------- | -- | - | - | - | -- | -- | -- | - | ----------------------- |
| 1  | C  | Thái Lan   | 3  | 1 | 1 | 1 | 11 | 9  | +2 | 4 | Vòng đấu loại trực tiếp |
| 2  | D  | Việt Nam   | 3  | 1 | 1 | 1 | 5  | 12 | −7 | 4 | Vòng đấu loại trực tiếp |
| 3  | F  | Serbia     | 3  | 1 | 0 | 2 | 11 | 7  | +4 | 3 | Vòng đấu loại trực tiếp |
| 4  | E  | Nhật Bản   | 3  | 1 | 0 | 2 | 11 | 10 | +1 | 3 | Vòng đấu loại trực tiếp |
| 5  | A  | Costa Rica | 3  | 1 | 0 | 2 | 7  | 9  | −2 | 3 |                         |
| 6  | B  | Guatemala  | 3  | 1 | 0 | 2 | 9  | 14 | −5 | 3 |                         |

## Vòng đấu loại trực tiếp
Trong vòng đấu loại trực tiếp, nếu một trận đấu có tỉ số hòa sau thời gian thi đấu chính thức, hiệp phụ sẽ được diễn ra (hai hiệp, mỗi hiệp 5 phút) và sau đó, nếu cần thiết, bằng 
loạt sút luân lưu 6m để xác định đội thắng. Tuy nhiên, đối với trận tranh hạng ba, nếu được thi đấu trực tiếp trước trận chung kết, sẽ không có hiệp phụ nào được thi đấu và đội thắng sẽ được xác định bằng loạt sút luân lưu 6m luôn.

### Sơ đồ
|  | Vòng 16 đội          | Vòng 16 đội          |                      |       | Tứ kết        | Tứ kết        |                     |                     | Bán kết | Bán kết |  |  | Chung kết | Chung kết |
|  |                      |                      |                      |       |               |               |                     |                     |         |         |  |  |           |           |
|  | 22 tháng 9 – Kaunas  |                      |                      |       |               |               |                     |                     |         |         |  |  |           |           |
|  |                      |                      |                      |       |               |               |                     |                     |         |         |  |  |           |           |
|  | Venezuela            | 2                    |                      |       |               |               |                     |                     |         |         |  |  |           |           |
|  | Venezuela            | 2                    | 26 tháng 9 – Vilnius |       |               |               |                     |                     |         |         |  |  |           |           |
|  | Maroc                | 3                    |                      |       |               |               |                     |                     |         |         |  |  |           |           |
|  | Maroc                | 3                    | Maroc                | 0     |               |               |                     |                     |         |         |  |  |           |           |
|  | 23 tháng 9 – Kaunas  |                      | Maroc                | 0     |               |               |                     |                     |         |         |  |  |           |           |
|  |                      | Brasil               | 1                    |       |               |               |                     |                     |         |         |  |  |           |           |
|  | Brasil               | Brasil               | 1                    | 4     |               |               |                     |                     |         |         |  |  |           |           |
|  | Brasil               |                      | 29 tháng 9 – Kaunas  | 4     |               |               |                     |                     |         |         |  |  |           |           |
|  | Nhật Bản             | 2                    |                      |       |               |               |                     |                     |         |         |  |  |           |           |
|  | Nhật Bản             | 2                    | Brasil               | 1     |               |               |                     |                     |         |         |  |  |           |           |
|  | 22 tháng 9 – Vilnius |                      | Brasil               | 1     |               |               |                     |                     |         |         |  |  |           |           |
|  |                      | Argentina            | 2                    |       |               |               |                     |                     |         |         |  |  |           |           |
|  | RFU                  | Argentina            | 2                    | 3     |               |               |                     |                     |         |         |  |  |           |           |
|  | RFU                  | 26 tháng 9 – Kaunas  |                      | 3     |               |               |                     |                     |         |         |  |  |           |           |
|  | Việt Nam             | 2                    |                      |       |               |               |                     |                     |         |         |  |  |           |           |
|  | Việt Nam             | 2                    | RFU                  | 1 (4) |               |               |                     |                     |         |         |  |  |           |           |
|  | 23 tháng 9 – Vilnius |                      | RFU                  | 1 (4) |               |               |                     |                     |         |         |  |  |           |           |
|  |                      | Argentina (p)        | 1 (5)                |       |               |               |                     |                     |         |         |  |  |           |           |
|  | Argentina            | Argentina (p)        | 1 (5)                | 6     |               |               |                     |                     |         |         |  |  |           |           |
|  | Argentina            |                      | 3 tháng 10 – Kaunas  | 6     |               |               |                     |                     |         |         |  |  |           |           |
|  | Paraguay             | 1                    |                      |       |               |               |                     |                     |         |         |  |  |           |           |
|  | Paraguay             | 1                    | Argentina            | 1     |               |               |                     |                     |         |         |  |  |           |           |
|  | 24 tháng 9 – Vilnius |                      | Argentina            | 1     |               |               |                     |                     |         |         |  |  |           |           |
|  |                      | Bồ Đào Nha           | 2                    |       |               |               |                     |                     |         |         |  |  |           |           |
|  | Tây Ban Nha          | Bồ Đào Nha           | 2                    | 5     |               |               |                     |                     |         |         |  |  |           |           |
|  | Tây Ban Nha          | 27 tháng 9 – Vilnius |                      | 5     |               |               |                     |                     |         |         |  |  |           |           |
|  | Cộng hòa Séc         | 2                    |                      |       |               |               |                     |                     |         |         |  |  |           |           |
|  | Cộng hòa Séc         | 2                    | Tây Ban Nha          | 2     |               |               |                     |                     |         |         |  |  |           |           |
|  | 24 tháng 9 – Kaunas  |                      | Tây Ban Nha          | 2     |               |               |                     |                     |         |         |  |  |           |           |
|  |                      | Bồ Đào Nha (s.h.p.)  | 4                    |       |               |               |                     |                     |         |         |  |  |           |           |
|  | Bồ Đào Nha (s.h.p.)  | Bồ Đào Nha (s.h.p.)  | 4                    | 4     |               |               |                     |                     |         |         |  |  |           |           |
|  | Bồ Đào Nha (s.h.p.)  |                      | 30 tháng 9 – Kaunas  | 4     |               |               |                     |                     |         |         |  |  |           |           |
|  | Serbia               | 3                    |                      |       |               |               |                     |                     |         |         |  |  |           |           |
|  | Serbia               | 3                    | Bồ Đào Nha (p)       | 2 (4) |               |               |                     |                     |         |         |  |  |           |           |
|  | 24 tháng 9 – Vilnius |                      | Bồ Đào Nha (p)       | 2 (4) |               |               |                     |                     |         |         |  |  |           |           |
|  |                      | Kazakhstan           | 2 (3)                |       | Tranh hạng ba | Tranh hạng ba |                     |                     |         |         |  |  |           |           |
|  | Uzbekistan           | Kazakhstan           | 2 (3)                | 8     | Tranh hạng ba | Tranh hạng ba |                     |                     |         |         |  |  |           |           |
|  | Uzbekistan           | 27 tháng 9 – Kaunas  | 27 tháng 9 – Kaunas  | 8     |               |               | 3 tháng 10 – Kaunas | 3 tháng 10 – Kaunas |         |         |  |  |           |           |
|  | Iran                 | 27 tháng 9 – Kaunas  | 27 tháng 9 – Kaunas  | 9     |               |               | 3 tháng 10 – Kaunas | 3 tháng 10 – Kaunas |         |         |  |  |           |           |
|  | Iran                 | Iran                 | 2                    | 9     | Brasil        | 4             |                     |                     |         |         |  |  |           |           |
|  | 23 tháng 9 – Kaunas  | Iran                 | 2                    |       | Brasil        | 4             |                     |                     |         |         |  |  |           |           |
|  |                      | Kazakhstan           | 3                    |       | Kazakhstan    | 2             |                     |                     |         |         |  |  |           |           |
|  | Kazakhstan           | Kazakhstan           | 3                    | 7     | Kazakhstan    | 2             |                     |                     |         |         |  |  |           |           |
|  | Kazakhstan           |                      |                      | 7     |               |               |                     |                     |         |         |  |  |           |           |
|  | Thái Lan             | 0                    |                      |       |               |               |                     |                     |         |         |  |  |           |           |
|  | Thái Lan             | 0                    |                      |       |               |               |                     |                     |         |         |  |  |           |           |

Ghép cặp các trận đấu ở vòng 16 đội
Các trận đấu cụ thể liên quan đến các đội xếp thứ ba phụ thuộc vào bốn đội xếp thứ ba vượt qua vòng bảng tham dự vòng 16 đội:
| Các đội tuyển xếp thứ ba vượt qua vòng bảng từ các bảng | Các đội tuyển xếp thứ ba vượt qua vòng bảng từ các bảng | Các đội tuyển xếp thứ ba vượt qua vòng bảng từ các bảng | Các đội tuyển xếp thứ ba vượt qua vòng bảng từ các bảng | Các đội tuyển xếp thứ ba vượt qua vòng bảng từ các bảng | Các đội tuyển xếp thứ ba vượt qua vòng bảng từ các bảng |    | 1A vs | 1B vs | 1C vs | 1D vs |
| ------------------------------------------------------- | ------------------------------------------------------- | ------------------------------------------------------- | ------------------------------------------------------- | ------------------------------------------------------- | ------------------------------------------------------- | -- | ----- | ----- | ----- | ----- |
| A                                                       | B                                                       | C                                                       | D                                                       |                                                         |                                                         | 3C | 3D    | 3A    | 3B    |       |
| A                                                       | B                                                       | C                                                       |                                                         | E                                                       |                                                         | 3C | 3A    | 3B    | 3E    |       |
| A                                                       | B                                                       | C                                                       |                                                         |                                                         | F                                                       | 3C | 3A    | 3B    | 3F    |       |
| A                                                       | B                                                       |                                                         | D                                                       | E                                                       |                                                         | 3D | 3A    | 3B    | 3E    |       |
| A                                                       | B                                                       |                                                         | D                                                       |                                                         | F                                                       | 3D | 3A    | 3B    | 3F    |       |
| A                                                       | B                                                       |                                                         |                                                         | E                                                       | F                                                       | 3E | 3A    | 3B    | 3F    |       |
| A                                                       |                                                         | C                                                       | D                                                       | E                                                       |                                                         | 3C | 3D    | 3A    | 3E    |       |
| A                                                       |                                                         | C                                                       | D                                                       |                                                         | F                                                       | 3C | 3D    | 3A    | 3F    |       |
| A                                                       |                                                         | C                                                       |                                                         | E                                                       | F                                                       | 3C | 3A    | 3F    | 3E    |       |
| A                                                       |                                                         |                                                         | D                                                       | E                                                       | F                                                       | 3D | 3A    | 3F    | 3E    |       |
|                                                         | B                                                       | C                                                       | D                                                       | E                                                       |                                                         | 3C | 3D    | 3B    | 3E    |       |
|                                                         | B                                                       | C                                                       | D                                                       |                                                         | F                                                       | 3C | 3D    | 3B    | 3F    |       |
|                                                         | B                                                       | C                                                       |                                                         | E                                                       | F                                                       | 3E | 3C    | 3B    | 3F    |       |
|                                                         | B                                                       |                                                         | D                                                       | E                                                       | F                                                       | 3E | 3D    | 3B    | 3F    |       |
|                                                         |                                                         | C                                                       | D                                                       | E                                                       | F                                                       | 3C | 3D    | 3F    | 3E    |       |

### Vòng 16 đội
| RFU                                | 3–2      | Việt Nam                                |
| ---------------------------------- | -------- | --------------------------------------- |
| - Robinho 11' - Chishkala 18', 30' | Chi tiết | - Nguyễn Đắc Huy 18' - Phạm Đức Hòa 39' |

| Venezuela                      | 2–3      | Maroc                   |
| ------------------------------ | -------- | ----------------------- |
| - Viamonte 7' - M. Francia 33' | Chi tiết | - El Mesrar 2', 9', 31' |

| Kazakhstan                                                                                               | 7–0      | Thái Lan |
| --- | -------- | -------- |
| - Tursagulov 3' - Douglas 4' - Chaivat 19' (l.n.) - Taynan 23' - Nurgozhin 24' - Knaub 32' - Higuita 37' | Chi tiết |          |

| Argentina                                                                         | 6–1      | Paraguay     |
| --------------------------------------------------------------------------------- | -------- | ------------ |
| - Claudino 26' - Borruto 27' - Bolo 28' - Basile 29' - Stazzone 35' - Taborda 36' | Chi tiết | - Mareco 13' |

| Brasil                                                  | 4–2      | Nhật Bản                      |
| ------------------------------------------------------- | -------- | ----------------------------- |
| - Ferrão 5' - Leozinho 31' - Pito 38' - Kato 40' (l.n.) | Chi tiết | - S. Hoshi 4' - Nishitani 38' |

| Uzbekistan                                                                                    | 8–9      | Iran                                                                                              |
| --------------------------------------------------------------------------------------------- | -------- | ------------------------------------------------------------------------------------------------- |
| - Nishonov 9', 33' - D. Rakhmatov 17' - Ropiev 18' - A. Rakhmatov 28', 39' - Hamroev 31', 40' | Chi tiết | - Hassanzadeh 1', 28' - Javid 5', 25' - Ahmadabbasi 16', 22', 37' - Tavakoli 18' - Oladghobad 30' |

| Bồ Đào Nha                                   | 4–3 (s.h.p.) | Serbia                                  |
| -------------------------------------------- | ------------ | --------------------------------------- |
| - Ricardinho 14' - André 15' - Pany 43', 43' | Chi tiết     | - Lazarević 23', 28' - Matos 50' (l.n.) |

| Tây Ban Nha                                                        | 5–2      | Cộng hòa Séc             |
| ------------------------------------------------------------------ | -------- | ------------------------ |
| - Campos 4' - Gómez 5' - José Raya 13' - Fernández 15' - Ortiz 39' | Chi tiết | - Rešetár 23' - Holý 32' |

### Tứ kết
| Maroc | 0–1      | Brasil        |
| ----- | -------- | ------------- |
|       | Chi tiết | - Rodrigo 11' |

| RFU                                                                  | 1–1 (s.h.p.) | Argentina                                                               |
| -------------------------------------------------------------------- | ------------ | ----------------------------------------------------------------------- |
| - Antoshkin 35'                                                      | Chi tiết     | - Cuzzolino 25'                                                         |
| Loạt sút luân lưu                                                    |              |                                                                         |
| - Abramov - Robinho - Lima - Antoshkin - Chishkala - Asadov - Rômulo | 4–5          | - Bolo - Basile - Edelstein - Stazzone - Cuzzolino - Claudino - Taborda |

| Tây Ban Nha                         | 2–4 (s.h.p.) | Bồ Đào Nha                                                |
| ----------------------------------- | ------------ | --------------------------------------------------------- |
| - Fernández 22' - Adri Martínez 23' | Chi tiết     | - André 31' - Zicky 36' - José Raya 43' (l.n.) - Pany 48' |

| Iran                              | 2–3      | Kazakhstan                                   |
| --------------------------------- | -------- | -------------------------------------------- |
| - Oladghobad 8' - Esmaeilpour 15' | Chi tiết | - Samimi 25' (l.n.) - Knaub 29' - Taynan 39' |

### Bán kết
| Brasil       | 1–2      | Argentina                    |
| ------------ | -------- | ---------------------------- |
| - Ferrão 16' | Chi tiết | - Vaporaki 11' - Borruto 13' |

| Bồ Đào Nha                                  | 2–2 (s.h.p.) | Kazakhstan                                           |
| ------------------------------------------- | ------------ | ---------------------------------------------------- |
| - Pany 23' - Bruno 49'                      | Chi tiết     | - Nurgozhin 40' - Douglas 42'                        |
| Loạt sút luân lưu                           |              |                                                      |
| - Bruno - André - Pany - Ricardinho - Brito | 4–3          | - Douglas - Tursagulov - Higuita - Akbalikov - Knaub |

### Tranh hạng ba
| Brasil                                                  | 4–2      | Kazakhstan                       |
| ------------------------------------------------------- | -------- | -------------------------------- |
| - Taynan 25' (l.n.) - Rodrigo 32' - Ferrão 34' - Lé 35' | Chi tiết | - Guitta 12' (l.n.) - Taynan 31' |

### Chung kết
| Argentina      | 1–2      | Bồ Đào Nha      |
| -------------- | -------- | --------------- |
| - Claudino 28' | Chi tiết | - Pany 15', 28' |

## Cầu thủ ghi bàn
Đã có 301 bàn thắng ghi được trong 52 trận đấu, trung bình 5.79 bàn thắng mỗi trận đấu.
9 bàn thắng
- Ferrão

8 bàn thắng
- Pany

6 bàn thắng
- Adolfo Fernández
- Taynan

5 bàn thắng
- Alan Brandi
- Ivan Chishkala

4 bàn thắng
- Angel Claudino
- Cristian Borruto
- Rodrigo
- Mostafa Eid
- Saeid Ahmadabbasi
- Arthur Oliveira
- Douglas Júnior
- Soufiane El Mesrar
- André
- Jovan Lazarević
- Ikhtiyor Ropiev

3 bàn thắng
- Guga
- Leandro Cuzzolino
- Santiago Basile
- Leozinho
- Pito
- Lukáš Rešetár
- Michal Seidler
- Raúl Campos
- Ahmad Esmaeilpour
- Ali Asghar Hassanzadeh
- Mahdi Javid
- Shota Hoshi
- Dauren Tursagulov
- Bruno
- Artem Antoshkin
- Artem Niiazov
- Sergei Abramov
- Dragan Tomić
- Jirawat Sornwichian
- Suphawut Thueanklang
- Khusniddin Nishonov
- Anaskhon Rakhmatov

2 bàn thắng
- Constantino Vaporaki
- Damián Stazzone
- Dieguinho
- Daniel Gómez
- Milinton Tijerino
- Ortiz
- Raúl Gómez
- Alan Aguilar
- Marvin Sandoval
- Farhad Tavakoli
- Moslem Oladghobad
- Ryosuke Nishitani
- Arnold Knaub
- Dauren Nurgozhin
- Justinas Zagurskas
- Bilal Bakkali
- Youssef Jouad
- Abdiel Castrellon
- Juan Salas
- Julio Mareco
- Erick
- Fábio
- Ricardinho
- Zicky
- Robinho
- Elliot Ragomo
- Stefan Rakić
- Jetsada Chudech
- Luciano Gonzalez
- Ilhomjon Hamroev
- Alfredo Vidal
- Châu Đoàn Phát

1 bàn thắng
- Kaluanda
- Manosele
- Lucas Bolo
- Maximiliano Rescia
- Pablo Taborda
- Arthur
- Gadeia
- Lé
- Marlon
- Vinícius Rocha
- Juan Cordero
- Pablo Rodríguez
- Michal Holý
- Radim Záruba
- Abdelrahman El-Ashwal
- Mohamed Mansour
- Tarek Shoola
- Adri Martínez
- Borja Díaz
- Chino
- Francisco Solano
- José Raya
- Marc Tolrà
- Fernando Campaignac
- José Mansilla
- Patrick Ruiz
- Roman Alvarado
- Wanderley Ruiz
- Farhad Fakhimzadeh
- Hamid Ahmadi
- Katsutoshi Henmi
- Kazuya Shimizu
- Ryuta Hoshi
- Yuki Murota
- Albert Akbalikov
- Birzhan Orazov
- Chingiz Yessenamanov
- Leo Higuita
- Genaras Samsonik
- Achraf Saoud
- Anás El Ayyane
- Idriss El Fenni
- Otmane Boumezou
- Soufiane Borite
- Alfonso Maquensi
- Claudio Goodridge
- Arnaldo Baez
- Francisco Martínez
- Richard Rejala
- Tiago Brito
- Andrei Afanasev
- Ivan Milovanov
- Ruslan Kudziev
- Yanar Asadov
- Elis Mana
- Marlon Sia
- Lazar Milosavljević
- Marko Radovanović
- Miloš Stojković
- Strahinja Petrov
- Kritsada Wongkaeo
- Nawin Rattanawongswas
- Peerapat Kaewwilai
- Davron Choriev
- Dilshod Rakhmatov
- Mashrab Adilov
- Carlos Sanz
- Jesús Viamonte
- Milton Francia
- Rafael Morillo
- Khổng Đình Hùng
- Nguyễn Đắc Huy
- Nguyễn Minh Trí
- Nguyễn Văn Hiếu
- Phạm Đức Hòa

1 bàn phản lưới nhà
- Guitta (trong trận gặp Kazakhstan)
- Abdelrahman El-Ashwal (trong trận gặp RFU)
- José Raya (trong trận gặp Bồ Đào Nha)
- Walter Enriquez (trong trận gặp Uzbekistan)
- Alireza Samimi (trong trận gặp Kazakhstan)
- Minami Kato (trong trận gặp Brazil)
- Ryuta Hoshi (trong trận gặp Angola)
- Taynan (trong trận gặp Brazil)
- Vladimir Derendiajev (trong trận gặp Costa Rica)
- João Matos (trong trận gặp Serbia)
- Marlon Sia (trong trận gặp Bồ Đào Nha)
- Miodrag Aksentijević (trong trận gặp Argentina)
- Chaivat Jamgrajang (trong trận gặp Kazakhstan)

## Phát sóng
Tại Việt Nam, toàn bộ 52 trận đấu của FIFA Futsal World Cup Lithuania 2021 được Đài Truyền hình Việt Nam tường thuật trực tiếp trên các kênh VTV5 và VTV6 cũng như ứng dụng VTVGo.

## Bảng xếp hạng giải đấu
| Pos | Đội              | Pld | W | D | L | GF | GA | GD  | Pts | Kết quả chung cuộc    |
| --- | ---------------- | --- | - | - | - | -- | -- | --- | --- | --------------------- |
| 1   | Bồ Đào Nha       | 7   | 5 | 2 | 0 | 26 | 12 | +14 | 17  | Vô địch               |
| 2   | Argentina        | 7   | 5 | 1 | 1 | 27 | 8  | +19 | 16  | Á quân                |
| 3   | Brasil           | 7   | 6 | 0 | 1 | 28 | 8  | +20 | 18  | Hạng ba               |
| 4   | Kazakhstan       | 7   | 4 | 2 | 1 | 24 | 10 | +14 | 14  | Hạng tư               |
| 5   | RFU              | 5   | 4 | 1 | 0 | 21 | 6  | +15 | 13  | Bị loại ở tứ kết      |
| 6   | Tây Ban Nha      | 5   | 4 | 0 | 1 | 19 | 9  | +10 | 12  | Bị loại ở tứ kết      |
| 7   | Iran             | 5   | 3 | 0 | 2 | 19 | 17 | +2  | 9   | Bị loại ở tứ kết      |
| 8   | Maroc            | 5   | 2 | 2 | 1 | 13 | 7  | +6  | 8   | Bị loại ở tứ kết      |
| 9   | Venezuela        | 4   | 2 | 1 | 1 | 6  | 5  | +1  | 7   | Bị loại ở vòng 16 đội |
| 10  | Paraguay         | 4   | 2 | 0 | 2 | 7  | 12 | –5  | 6   | Bị loại ở vòng 16 đội |
| 11  | Cộng hòa Séc     | 4   | 1 | 1 | 2 | 8  | 11 | –3  | 4   | Bị loại ở vòng 16 đội |
| 12  | Thái Lan         | 4   | 1 | 1 | 2 | 11 | 16 | –5  | 4   | Bị loại ở vòng 16 đội |
| 13  | Việt Nam         | 4   | 1 | 1 | 2 | 7  | 15 | –8  | 4   | Bị loại ở vòng 16 đội |
| 14  | Serbia           | 4   | 1 | 0 | 3 | 14 | 11 | +3  | 3   | Bị loại ở vòng 16 đội |
| 15  | Nhật Bản         | 4   | 1 | 0 | 3 | 13 | 14 | –1  | 3   | Bị loại ở vòng 16 đội |
| 16  | Uzbekistan       | 4   | 1 | 0 | 3 | 16 | 19 | –3  | 3   | Bị loại ở vòng 16 đội |
| 17  | Costa Rica       | 3   | 1 | 0 | 2 | 7  | 9  | –2  | 3   | Bị loại ở vòng bảng   |
| 18  | Guatemala        | 3   | 1 | 0 | 2 | 9  | 14 | –5  | 3   | Bị loại ở vòng bảng   |
| 19  | Ai Cập           | 3   | 1 | 0 | 2 | 7  | 14 | –7  | 3   | Bị loại ở vòng bảng   |
| 20  | Litva            | 3   | 0 | 0 | 3 | 3  | 11 | –8  | 0   | Bị loại ở vòng bảng   |
| 21  | Panama           | 3   | 0 | 0 | 3 | 4  | 13 | –9  | 0   | Bị loại ở vòng bảng   |
| 22  | Angola           | 3   | 0 | 0 | 3 | 6  | 16 | –10 | 0   | Bị loại ở vòng bảng   |
| 23  | Quần đảo Solomon | 3   | 0 | 0 | 3 | 4  | 22 | –18 | 0   | Bị loại ở vòng bảng   |
| 24  | Hoa Kỳ           | 3   | 0 | 0 | 3 | 2  | 22 | –20 | 0   | Bị loại ở vòng bảng   |